# I'm Goin' Down
I'm Goin' Down è un singolo del cantautore statunitense Bruce Springsteen, pubblicato nel 1985 come estratto dall'album Born in the U.S.A.. È il sesto singolo estratto dall'album del cantautore e ha raggiunto la nona posizione nella classifica rock statunitense, entrando nella top 10 come gli altri sei singoli dell'album.